# Aeolanthes
Aeolanthes is een geslacht van vlinders van de familie Lecithoceridae.

## Soorten
- A. ampelurga Meyrick, 1925
- A. brochias Meyrick, 1938
- A. callidora Meyrick, 1907
- A. ceratopis Meyrick, 1934
- A. cianolitha Meyrick, 1938
- A. cladophora Meyrick, 1938
- A. clinacta Meyrick, 1925
- A. conductella (Walker, 1863)
- A. coronifera Meyrick, 1938
- A. cyclantha Meyrick, 1923
- A. deltogramma Meyrick, 1923
- A. diacritica Meyrick, 1918
- A. dicraea Meyrick, 1908
- A. erebomicta Meyrick, 1931
- A. erythrantis Meyrick, 1935
- A. euryatma Meyrick, 1908
- A. haematopa Meyrick, 1931
- A. lychnidias Meyrick, 1908
- A. megalophthalma Meyrick, 1930
- A. meniscias Meyrick, 1908
- A. oculigera Diakonoff, 1952
- A. rhodochrysa Meyrick, 1907
- A. sagulata Meyrick, 1917
- A. semicarnea Diakonoff, 1952
- A. semiostrina Meyrick, 1935
- A. sericanassa Meyrick, 1934
- A. siphonias Meyrick, 1908